# Chenggong
Chenggong léase Cheng-Kóng (en chino:呈贡区,pinyin:Chénggòng qū) es un distrito urbano bajo la administración directa de la ciudad-prefectura de Kunming. Se ubica al este de la provincia de Yunnan, sur de la República Popular China. Su área es de 461 km² y su población total para 2010 fue +300 mil habitantes.

## Administración
El distrito de Chenggong se divide en 10 pueblos que se administran en subdistritos.